# Handschrift 198

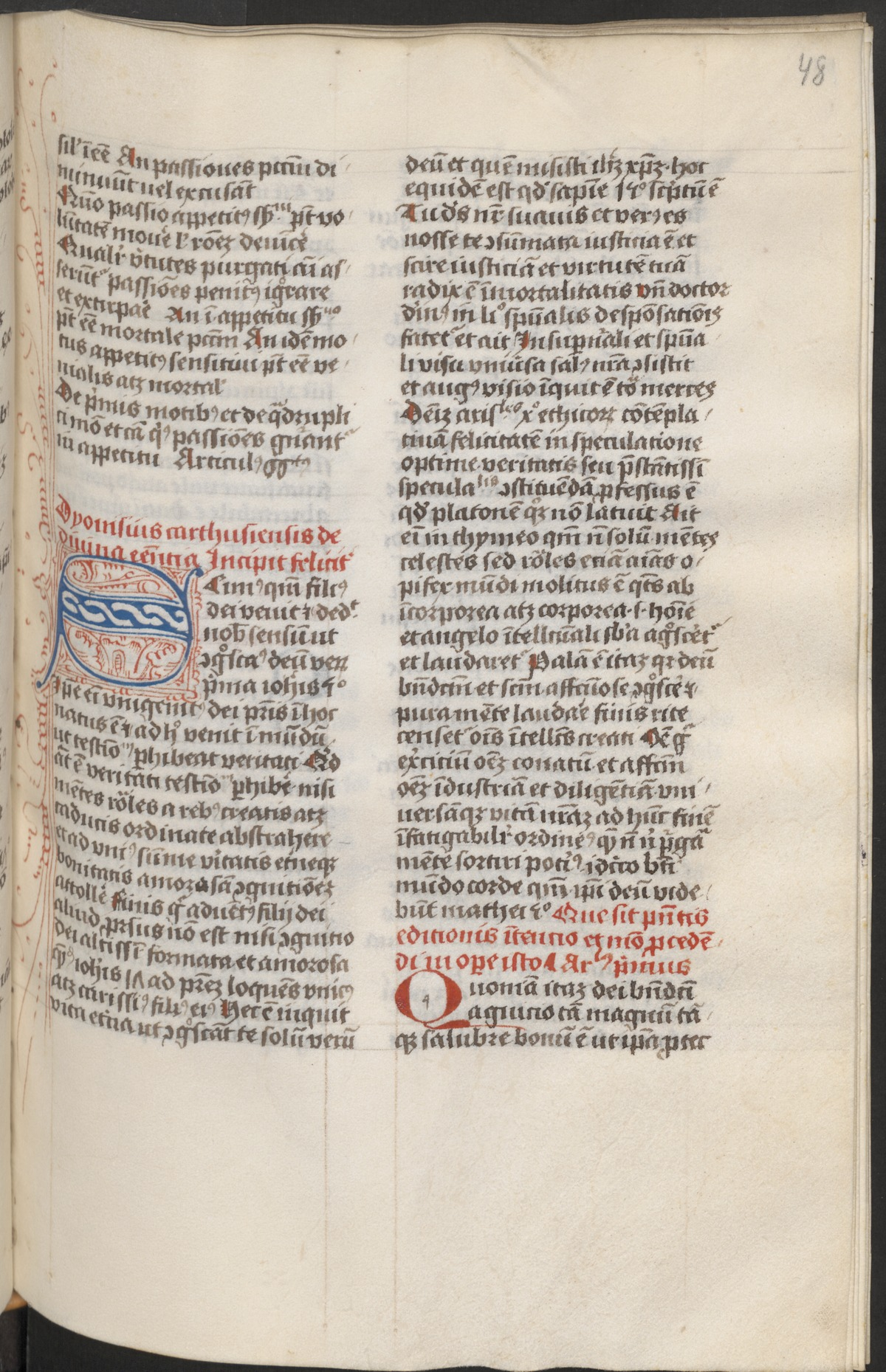
Folium 48r. Wisseling van tekst met een penwerkinitiaal en lombardes.

Handschrift 198 is een 16e-eeuws manuscript met twee teksten van Dionysius Carthusianus, geschreven door twee kopiisten. Beide teksten zijn geschreven in het Latijn. Het handschrift was in handen van het Kartuizerklooster Nieuwlicht bij Utrecht. Tegenwoordig wordt Hs. 198 bewaard in de Universiteitsbibliotheek Utrecht. Het is te citeren als: Universiteitsbibliotheek Utrecht Hs. 198 (4E7).

## Omschrijving
Hs. 198 bestaat uit 110 folia (hoewel eerdere bronnen spreken van 111 folia) van perkament. Deze zijn gebonden in dertien katernen van acht folia en één katern van zes folia. Aan het eind van negen van de veertien katernen zijn custoden te lezen. De tekst is verdeeld in twee kolommen. De tekst tot en met folium 48 bestaat uit 36 regels en vanaf folium 49 uit 32 regels. Zowel de prikking als de liniëring zijn op de meeste folia nog zichtbaar. De bladen meten 251 bij 168 mm. 
De contemporaine band bestaat uit houten platten bekleed met leer. Op het leer zijn tripellijnen en stempels aangebracht. De rug is vernieuwd. De band is gerepareerd in 1961. Aan de band zit het restant van een klampsluiting.

## Inhoud
Het handschrift bevat de teksten Liber de passionibus animae (fol. 1r-48r) en Liber de divina essentia (fol. 48r-110r). Beide teksten zijn geschreven door Dionysus Carthusianus (ca. 1402-1471). Het eerste deel van het handschrift (fol. 1r-45r) is geschreven door een onbekende kopiist in een cursiva. Het tweede deel (fol. 45r-110r) is geschreven in een hybrida door Wermbold van Leiden en 1510 gedateerd. Opvallend is dat de overgang van teksten niet samengaat met de overgang van kopiist.
Het handschrift is niet verlucht. De initialen van het eerste en tweede boek zijn gedecoreerd met penwerkversiering. Andere initialen zijn afwisselend rood of blauw zonder penwerk. Voorafgaand aan een initiaal is een rubriek.

## Wermbold van Leiden

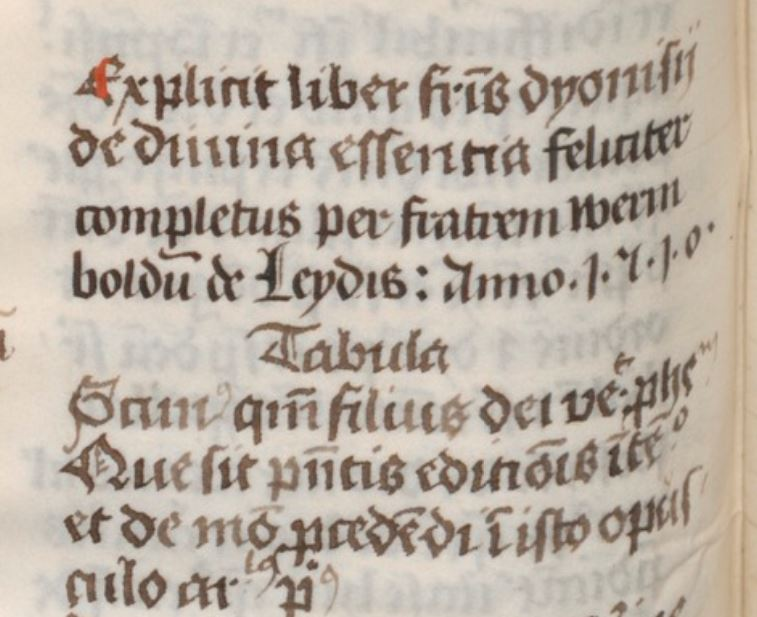
Detail van folium 108v. Colofon waarin de kopiist zich noemt.

De kopiist vanaf folium 45r is Wermbold van Leiden. Hij was van 1476 tot 1485 prior in het Kartuizerklooster Nieuwlicht bij Utrecht. Daarna was hij rector van het Kartuizerklooster bij Kampen. Later is hij weer teruggekeerd in Utrecht, waar hij in mei 1517 overleed door een epidemie. Wermboldus heeft in het klooster bij Nieuwlicht vele handschriften geschreven, waaronder meerdere van Dionysus Carthusianus.

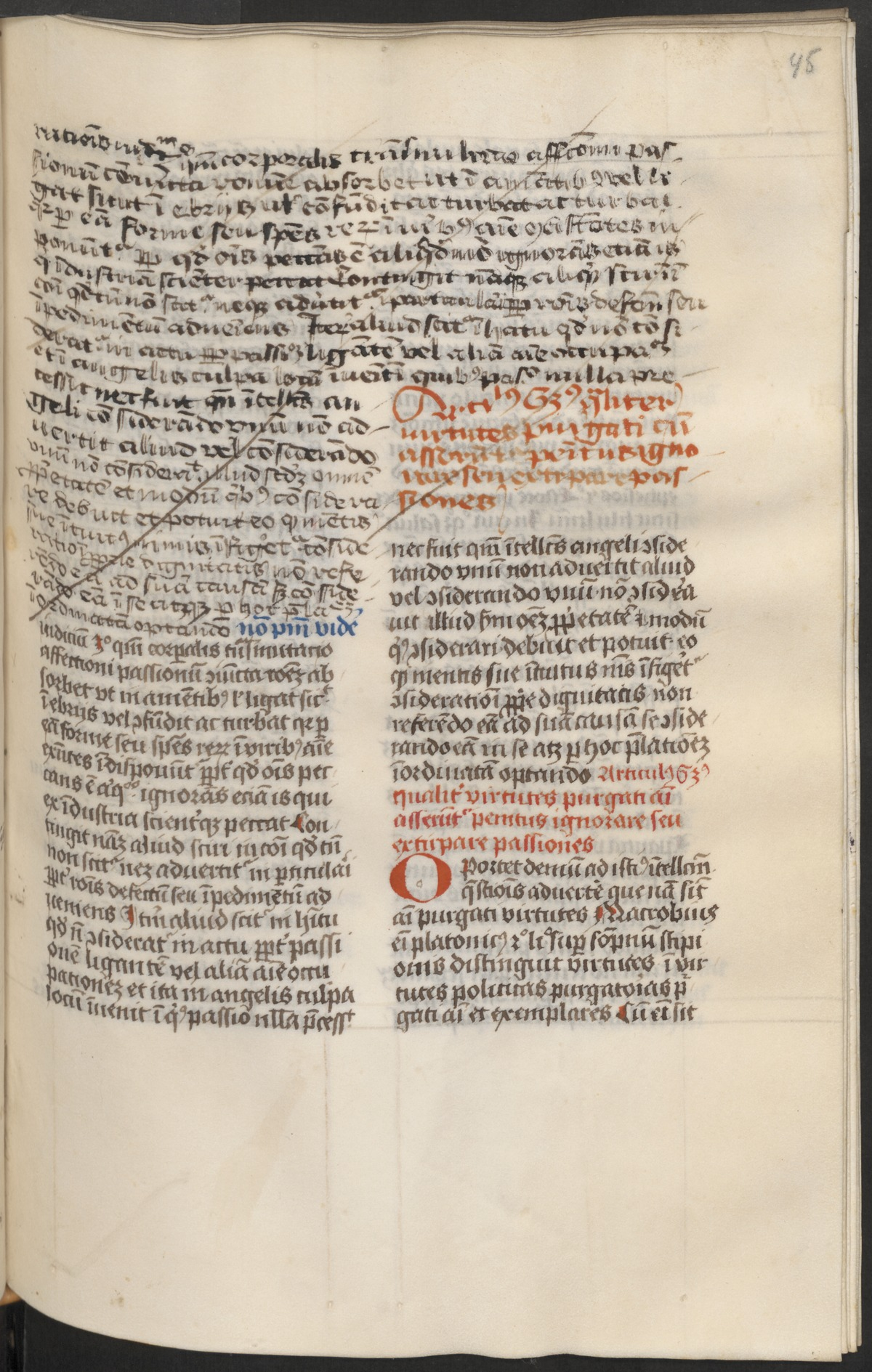
Folium 45r. Wisseling van kopiist.

## Geschiedenis
Het handschrift geschonken is aan het Kartuizerklooster Nieuwlicht bij Utrecht in 1466. Op dat moment was het handschrift nog niet compleet. Wermbold van Leiden heeft het boek in 1510 afgemaakt. Veel handschriften uit dit klooster zijn in 1581 overgebracht naar de Janskerk. Later zijn deze toegevoegd aan de collectie van de Universiteitsbibliotheek van Utrecht. Handschrift 198 hier een voorbeeld van.